# Дикі очерети
«Дикі очерети» (фр. Les roseaux sauvages) — французька фільм-драма 1994 року, поставлений Андре Тешіне. Класичний фільм про дорослішання, перший сексуальний досвід та дружбу, який у 1995 році отримав 4 премії «Сезар», зокрема за найкращий фільм та найкращу режисерську роботу .

## Сюжет
Провінційна Франція, кінець літа 1962-го року. Франція знаходяться в стані війни з Алжиром, яка лише слабким відлунням доходить до міста. Четверо ліцеїстів входять у вік дорослішання, який пробуджує почуття і думки. Франсуа, меланхолійний випускник школи (Гаель Морель), зустрічає в інтернаті алжирця Сержа (Стефан Рідо). Між цими двома дуже різними особистостями встановлюються дружні стосунки. Франсуа виявляє, що дружба перетворилася в почуття, яких він раніше не знав. Хлопці проводять ніч, але для Сержа це лише пригода. Насправді він відчуває потяг до Маїте (Елоді Буше), близької подруги Франсуа та доньки іспанських вчителів-комуністів.
Стосунки у цьому трикутнику почуттів ускладнюються з появою Анрі (Фредерік Горні), репатріанта з Алжиру, радикального у політичних поглядах. Він привозить з собою ненависть, вважаючи французів зрадниками та комуністами. Та і у Франсуа, і в Маїте Анрі збуджує певні почуття. Четвірка друзів постає перед необхідністю визначитися як зі своїми почуттями, так і політичними поглядами.

## У ролях
| Актор(ка)         |   | Роль               |
| ----------------- | - | ------------------ |
| Елоді Буше        | • | Маїте Альварез     |
| Гаель Морель      | • | Франсуа Форестьє   |
| Стефан Рідо       | • | Серж Бартоло       |
| Мішель Моретті    | • | мадам Альварез     |
| Фредерік Горні    | • | Анрі Маріані       |
| Жак Ноло          | • | монсеньйор Мореллі |
| Ерік Крейкенмейєр | • | П'єр Бартоло       |
| Наталі Віньє      | • | Ірен               |
|                   | • | та інші            |

## Нагороди та номінації
| Рік  | Нагорода                             | Категорія                                       | Номінант                                | Результат |
| ---- | ------------------------------------ | ----------------------------------------------- | --------------------------------------- | --------- |
| 1994 | Чиказький кінофестиваль              | «Золотий Г'юго» за найкращий художній фільм     | Андре Тешіне                            | Номінація |
| 1994 | Приз Луї Деллюка                     | Найкращий фільм                                 | Андре Тешіне                            | Перемога  |
| 1995 | Премія «Сезар» (20-та церемонія)     | Найкращий фільм                                 | Дикі очерети                            | Перемога  |
| 1995 | Премія «Сезар» (20-та церемонія)     | Найкраща режисерська робота                     | Андре Тешіне                            | Перемога  |
| 1995 | Премія «Сезар» (20-та церемонія)     | Найкращий оригінальний або адаптований сценарій | Андре Тешіне, Жиль Торан, Олів'є Массар | Перемога  |
| 1995 | Премія «Сезар» (20-та церемонія)     | Найперспективніший актор                        | Гаель Морель                            | Номінація |
| 1995 | Премія «Сезар» (20-та церемонія)     | Найперспективніший актор                        | Фредерік Горні                          | Номінація |
| 1995 | Премія «Сезар» (20-та церемонія)     | Найперспективніший актор                        | Стефан Рідо                             | Номінація |
| 1995 | Премія «Сезар» (20-та церемонія)     | Найперспективніша акторка                       | Елоді Буше                              | Перемога  |
| 1995 | Премія «Сезар» (20-та церемонія)     | Найкраща акторка другого плану                  | Мішель Моретті                          | Номінація |
| 1995 | Асоціація кінокритиків Лос-Анджелеса | Найкращий іноземний фільм                       | Дикі очерети                            | Перемога  |
| 1995 | Нью-Йоркське коло кінокритиків       | Найкращий фільм іноземною мовою                 | Дикі очерети                            | Перемога  |
| 1996 | Національна спілка кінокритиків США  | Найкращий фільм іноземною мовою                 | Дикі очерети                            | Перемога  |
| 1996 | Національна спілка кінокритиків США  | 2-ге місце за найкращий сценарій                | Андре Тешіне, Жиль Торан, Олів'є Массар | Перемога  |